# Ikarus (együttes)
Az Ikarus a Szakács testvérek két, időbeni eltéréssel is külön alapított, rövid életű együttesei voltak az 1970-es évek végén, és az 1980-as évek elején, ugyanezen a néven.

## Szakács Gábor formációja
Az első formációt, 1977-ben alapította: Szakács Gábor (ének), Gecse János (basszusgitár), Kőrös József (gitár), és Szakács László (dob). Ez a felállás a P. Mobil előzenekara volt egy időben. 1978-ban Szakács Gábor elhagyta az együttest, helyét Földes László "Hobo" vette át. Új tagokkal kiegészülve nevet változtattak, ekkor alakult meg a Hobo Blues Band, 1978-ban.

### Ikarus (1977–1978) tagok
- Gecse János (basszusgitár)
- Kőrös József (gitár)
- Szakács Gábor (ének) (1978-ig)
- Szakács László (dob)
- Földes László (ének) (1978-tól)

## Szakács László formációja

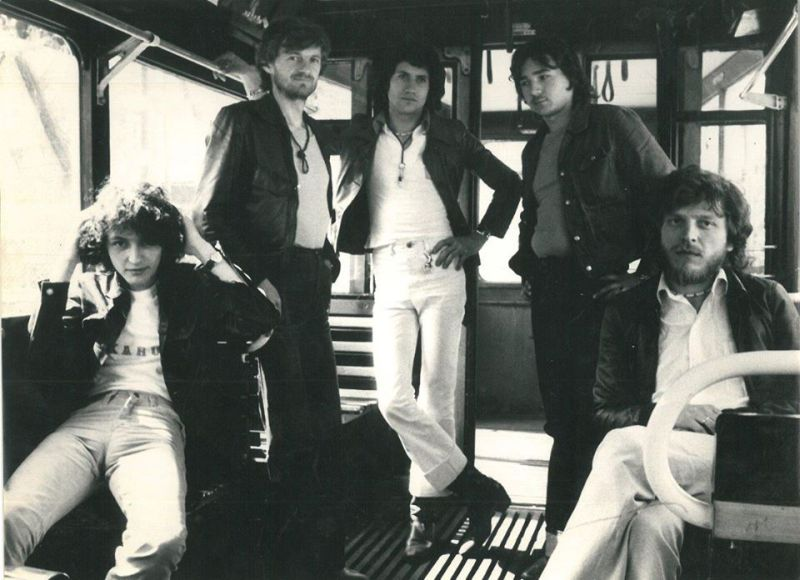
Balról jobbra: Galla Miklós (gitár), Akantisz Sándor (gitár), Márffy Zsolt (ének, basszusgitár), Laki Zoltán (orgona), Szakács László (dob, zenekarvezető)

1979-ben Szakács László, Ikarus néven egy új együttes alapított. Az alapító tagok: Akantisz Sándor  (gitár), Galla Miklós (gitár, ének), Laki Zoltán (billentyűs hangszerek), Márffy Zsolt (basszusgitár), Szakács László (dob). Két rádiófelvételt rögzítettek a "Minden gólra megy"Vidovics Antal zeneszerzés, és a "Rajtad áll" c. szerzeményeket. 1980-ban beneveztek a PM tehetségkutató versenyre, ahol a "Barát, vagy ellenség?" című számukkal, harmadik helyezést értek el, valamint még egy kislemezt is készíthettek a Rolls együttessel. Az Ikarusról ezután nem sokat lehetett hallani, csöndben tűntek el és még 1980-ban feloszlottak. Galla Miklós ezután alakította meg a GM49-et.

### Ikarus (1979–1980) tagok
- Akantisz Sándor – gitár
- Galla Miklós – gitár, ének
- Laki Zoltán – billentyűs hangszerek
- Márffy Zsolt – basszusgitár
- Szakács László – dob

### Diszkográfia

#### Kislemez
- Barát, vagy ellenség? (Akantisz Sándor – Galla Miklós – Márffy Zsolt – Szakács László) (Kislemez, az MHV Pepita - Rock Hullám sorozatában, 1980)

#### Kiadatlan rádiófelvétel
- 1980: Minden gólra megy (Galla Miklós)